# Esgrima nos Jogos Pan-Americanos de 1979
As competições de esgrima nos Jogos Pan-Americanos de 1979 foram realizadas em San Juan, Porto Rico. Esta foi a oitava edição do esporte nos Jogos Pan-Americanos.

## Masculino
| Evento                       | Ouro                                                                         | Prata                                                                                    | Bronze                                                                                             |        |        |        |
| Espada                       | Espada                                                                       | Espada                                                                                   | Espada                                                                                             | Espada | Espada | Espada |
| ---------------------------- | ---------------------------------------------------------------------------- | ---------------------------------------------------------------------------------------- | -------------------------------------------------------------------------------------------------- | ------ | ------ | ------ |
| Espada individual detalhes   | Mario De Brélaz (ARG)                                                        | Paul Pesthy (USA)                                                                        | Alberto Quiroga (CUB)                                                                              |        |        |        |
| Espada por equipes detalhes  | Estados Unidos · Peter Schifrin · Paul Pesthy · Edward Bozek · Lee Shelley   | Cuba[carece de fontes?] · Alberto Quiroga · Narciso Simet · Genaro Pérez · Víctor Suárez | Argentina · Csaba Gaspar · Mario De Brélaz · Guillermo Spangenberg · Juan Daniel Pirán             |        |        |        |
| Florete                      |                                                                              |                                                                                          | |        |        |        |
| Florete individual detalhes  | Heriberto González (CUB)                                                     | Fernando Lúpiz (ARG)                                                                     | John Nonna (USA)                                                                                   |        |        |        |
| Florete por equipes detalhes | Cuba · Efigenio Favier · Pedro Hernández · Eduardo Jons · Heriberto González | Estados Unidos · Michael Marx · Gregory Massialas · Edward Donofrio · John Nonna         | Argentina · Fernando Lúpiz · Marcelo Cardarelli · Hernán Casanova · Marcelo Roncali · Csaba Gaspar |        |        |        |
| Sabre                        |                                                                              |                                                                                          | |        |        |        |
| Sabre individual detalhes    | Manuel Ortiz (CUB)                                                           | Peter Westbrook (USA)                                                                    | José Laverdecia (CUB)                                                                              |        |        |        |
| Sabre por equipes detalhes   | Cuba · Manuel Ortiz · Ramón Hernández · José Laverdecia · Guzmán Salazar     | Estados Unidos · Peter Westbrook · Phillip Reilly · Stanley Lekach · Edgar House         | Argentina · José Luis Cicchini · Atilio Tass · José María Casanovas · Tomás Remete · Pablo Moyano  |        |        |        |

### Feminino
| Evento                       | Ouro                                                                               | Prata                                                                            | Bronze                                                                                        |
| ---------------------------- | ---------------------------------------------------------------------------------- | -------------------------------------------------------------------------------- | --------------------------------------------------------------------------------------------- |
| Florete individual detalhes  | Mercedes del Risco (CUB)                                                           | Margarita Rodríguez (CUB)                                                        | Nikki Franke (USA)                                                                            |
| Florete por equipes detalhes | Cuba · María Esther García · Mercedes del Risco · Clara Alfonso · Mercedes Atencio | Canadá · Chantal Payer · Louise-Marie Leblanc · Patricia Balz · Jacynthe Poirier | Estados Unidos · Debra Waples · Gay D'Asaro · Ann O'Donnell · Nikki Franke · Vincent Bradford |

## Quadro de medalhas
| Ordem | País               | Medalha de ouro | Medalha de prata | Medalha de bronze |    |
| ----- | ------------------ | --------------- | ---------------- | ----------------- | -- |
| 1     | CUB Cuba           | 6               | 2                | 2                 | 10 |
| 2     | USA Estados Unidos | 1               | 4                | 3                 | 8  |
| 3     | ARG Argentina      | 1               | 1                | 3                 | 5  |
| 4     | CAN Canadá         |                 | 1                |                   | 1  |
| TOTAL | TOTAL              | 8               | 8                | 8                 | 24 |